# Fenómeno de Koebner
El fenómeno de Koebner o Fenómeno isomórfico de Koebner se refiere al hecho de que personas con ciertas enfermedades dermatológicas como psoriasis y vitiligo, pueden manifestar lesiones propias de la enfermedad en otras lesiones que se produzcan sobre piel sana.

El nombre de Fenómeno de Koebner lo recibe por el excéntrico dermatólogo alemán Heinrich Koebner (1838-1904), muy conocido por su trabajo en micología.

## Características
La aparición de lesiones propias de una determinada dermatosis pueden aparecer en la piel sana tras una lesión dada por: 
- Zonas de presión
- Traumatismos
- Abrasiones
- Procedimientos quirúrgicos
- Eccema
- Picaduras de insectos
- Infecciones

## Clasificación
Aunque el fenómeno de Koebner fue descrito para psoriasis, la definición se extendió para otras enfermedades, clasificándose de la siguiente manera.
- Fenómeno de Koebner verdadero: Es típico de enfermedades eritematoescamosas.

- Psoriasis
- Vitíligo
- Liquen plano

- Pseudokoebnerización: Por inoculación de agentes infecciosos o por ruptura hacia adentro de la piel.

- Verrugas
- Molusco contagioso
- Pioderma gangrenoso

- Ocasional:

- Enfermedad de Darier
- Behçet
- Granuloma anular

- Cuestionables:

- Pénfigos
- Lupus eritematoso
- Xantomas eruptivos
- Fenómeno de "todo o nada"